# 360 (tal)
360 (Trehundrede tres(indstyve)) er:
- Det naturlige tal efter 359, derefter følger 361.
- Et heltal.
- Et lige tal.
- Et sammensat tal.
- Et excessivt tal.

## I matematik
En vinkel angives tit i op til 360 grader. En hel cirkel er således 360 grader.
Vinkelsummen i en firkant er 360 grader.
360 er det mindste tal som er deleligt med alle tallene 1,2,3,4,5,6,8,9,10.
360 er summen af primtalstvillingerne 179 og 181.

## Andet
Der er:
- 360 grader på et kompas.

|  | Infoboks uden skabelon Denne artikel har en infoboks dannet af en tabel eller tilsvarende. |